# Louie Annesley
Louie John Annesley (Londres, 3 de mayo de 2000), más conocido como Louie Annesley, es un futbolista gibraltareño que juega de defensa en el Braintree Town F. C.

## Selección nacional
Annesley fue internacional sub-16, sub-17, sub-19 y sub-21 con la selección de fútbol de Gibraltar, antes de convertirse en internacional absoluto con Gibraltar en marzo de 2018, en un partido frente a la selección de fútbol de Letonia.

## Clubes
| Club                          | País       | Año       |
| ----------------------------- | ---------- | --------- |
| Cobham F. C.                  | Gibraltar  | 2016-2017 |
| Lincoln Red Imps              | Gibraltar  | 2018-2019 |
| Blackburn Rovers F. C. sub-23 | Inglaterra | 2019-2023 |
| Woking F. C. (cedido)         | Inglaterra | 2021-2022 |
| Barnet F. C. (cedido)         | Inglaterra | 2022      |
| Dundalk F. C.                 | Irlanda    | 2023-2024 |
| Braintree Town F. C.          | Inglaterra | 2024-     |